# Josiah Johnson Hawes

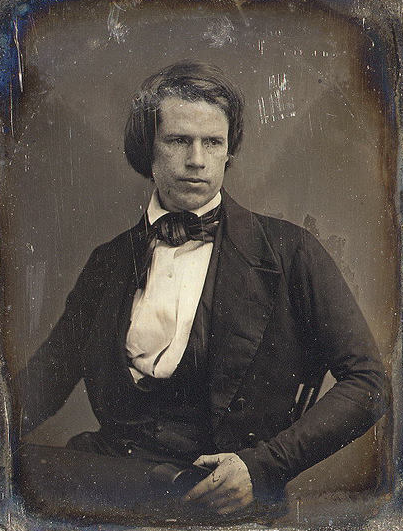
Josiah Johnson Hawes (ca. 1845–1850)

Josiah Johnson Hawes  (* 20. Februar 1808 in East Sudbury (heute Wayland), Massachusetts, USA; † 7. August 1901 in Crawford Notch, New Hampshire, USA) war ein US-amerikanischer Fotopionier. Er und sein Partner Albert Sands Southworth gelten als die bedeutendsten amerikanischen Porträtfotografen des 19. Jahrhunderts.

## Leben
Josiah Hawes war Porträtmaler, bevor er das Daguerreotypie-Verfahren bei François Fauvel Gouraud erlernte, einem Schüler Louis Daguerres, der 1840 in Boston eine Vortragsreihe hielt. 1843 gründete Hawes mit Albert Sands Southworth (1811–1894) ein Fotostudio.
1849 heiratete er Nancy Stiles Southworth, die Schwester seines Partners, mit der er drei Kinder hatte: Alice, Marion und Edward. Während Albert Southworth von 1849 bis 1851 nach Kalifornien ging, um als Goldsucher sein Glück zu suchen, führte Hawes das Unternehmen gemeinsam mit seiner Frau und deren Bruder Asa Southworth. Nachdem Southworth die Partnerschaft 1863 gelöst hatte, betrieb Hawes das Studio weiter und war bis ins hohe Alter als Fotograf aktiv.

## Southworth & Hawes

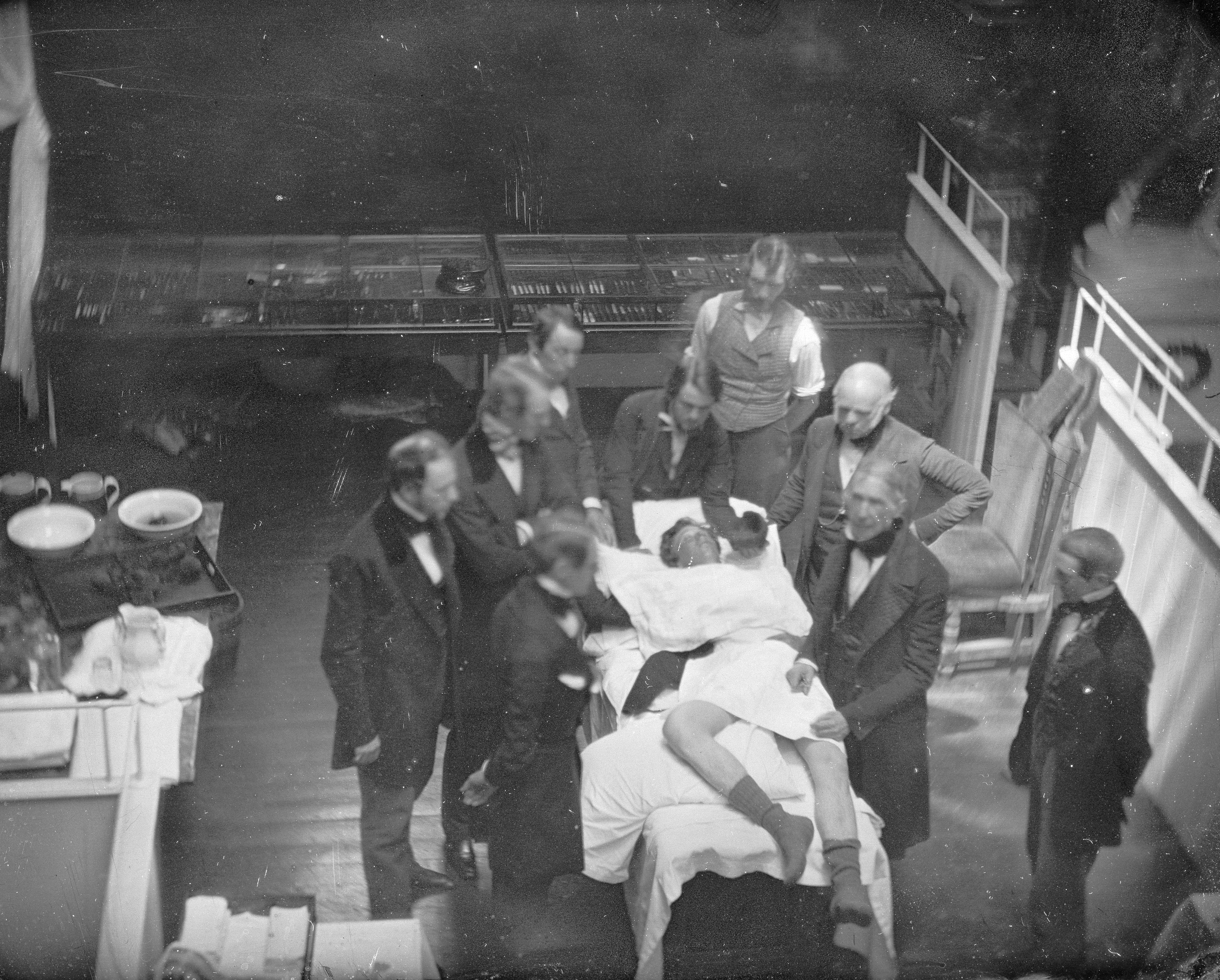
Der „Äthertag von Boston“ (1846) im später als „Äther-Dom“ bekannt gewordenen Operationssaal

Southworth und Hawes betrieben die Daguerreotypie als Kunstform; ein Anspruch, der sowohl in den Aufnahmen als auch in der Preisgestaltung seinen Ausdruck fand. Koloriert wurden die Daguerrotypien von Hawes und seiner Frau Nancy. Zum Kundenkreis des Ateliers in der Tremont Row 51 gehörte vor allem das vornehme und wohlhabende Bürgertum Bostons. Zu den bekannten von Southworth & Hawes porträtierten Personen zählen unter anderen Robert Browning, John Quincy Adams, Lajos Kossuth, Henry Wadsworth Longfellow, Lola Montez und Ralph Waldo Emerson.
Southworth und Hawes sahen in der Stereoskopie den Beginn einer neuen Ära in der Fotografie und entwickelten in der Folge das Grand Parlor and Gallery Stereoskop. Sie erhielten darauf ein Patent, doch wurden nur drei Geräte gebaut.
Eine der bekanntesten Aufnahmen von Southworth & Hawes zeigt die nachgestellte Szene der ersten öffentlichen Operation, bei der ein Patient mit Äther narkotisiert wurde – die Geburtsstunde der modernen Anästhesie. Der Eingriff fand am 16. Oktober 1846 statt, die Aufnahme entstand einige Tage danach.

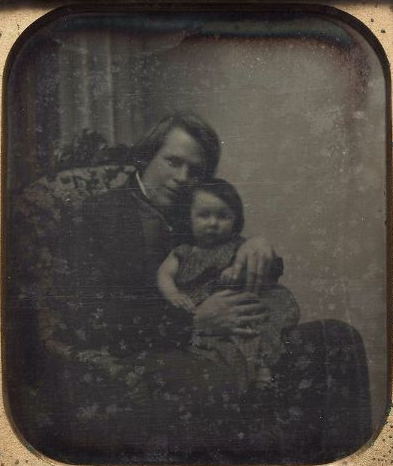
Josiah J. Hawes mit seiner Tochter Marion (ca. 1852)
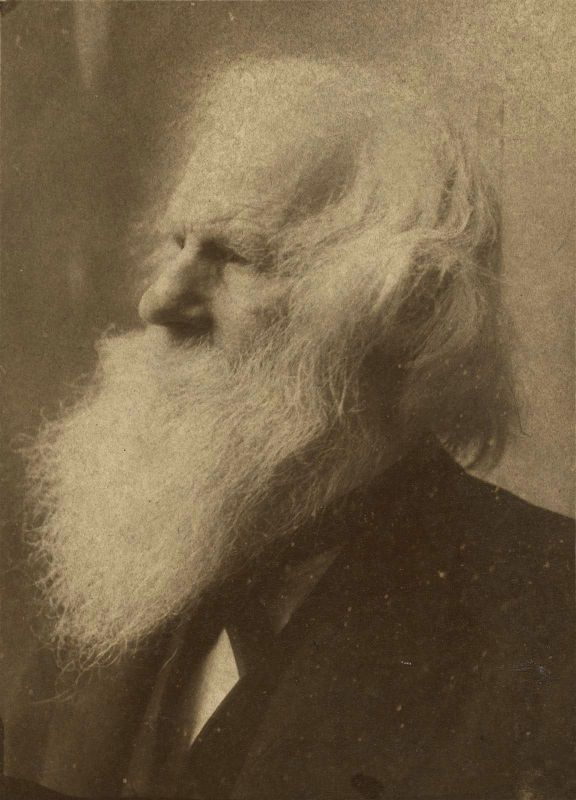
Josiah J. Hawes, Selbstporträt (um 1895)
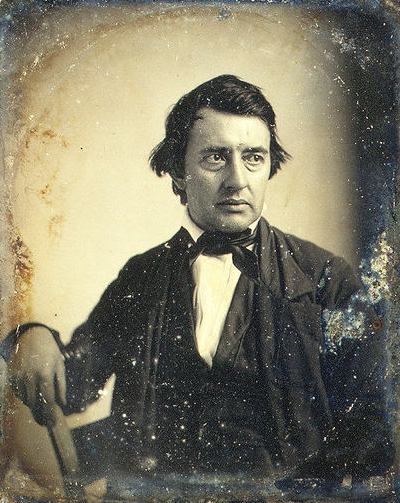
Albert Sands Southworth (ca. 1845–1850)
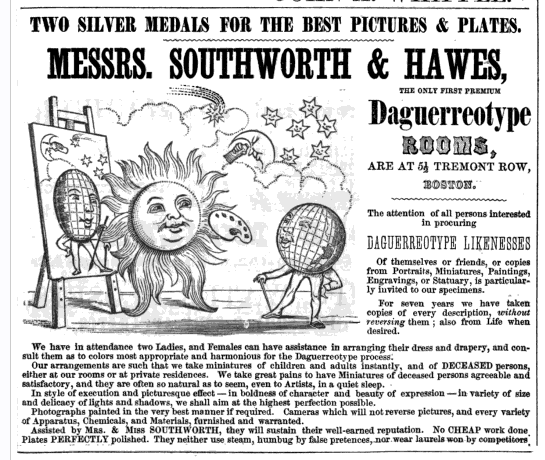
Anzeige von Southworth & Hawes im Boston Directory (1848)

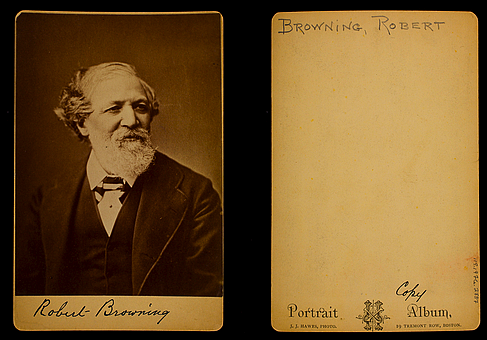
Robert Browning
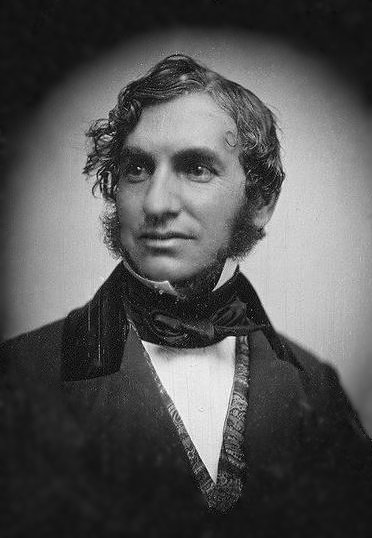
Henry W. Longfellow (um 1850)
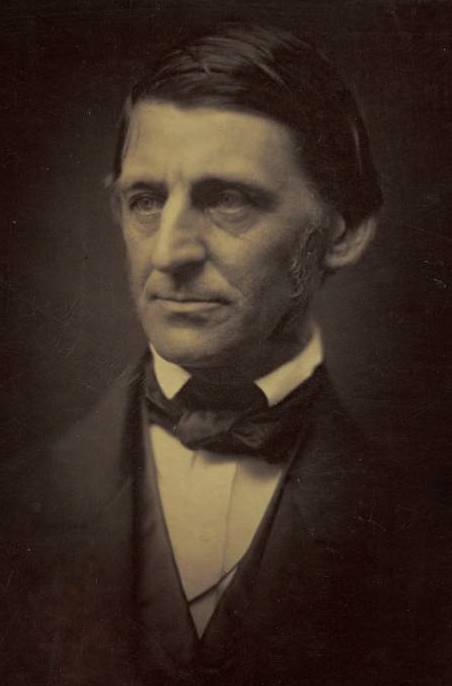
Ralph Waldo Emerson (ca. 1857)
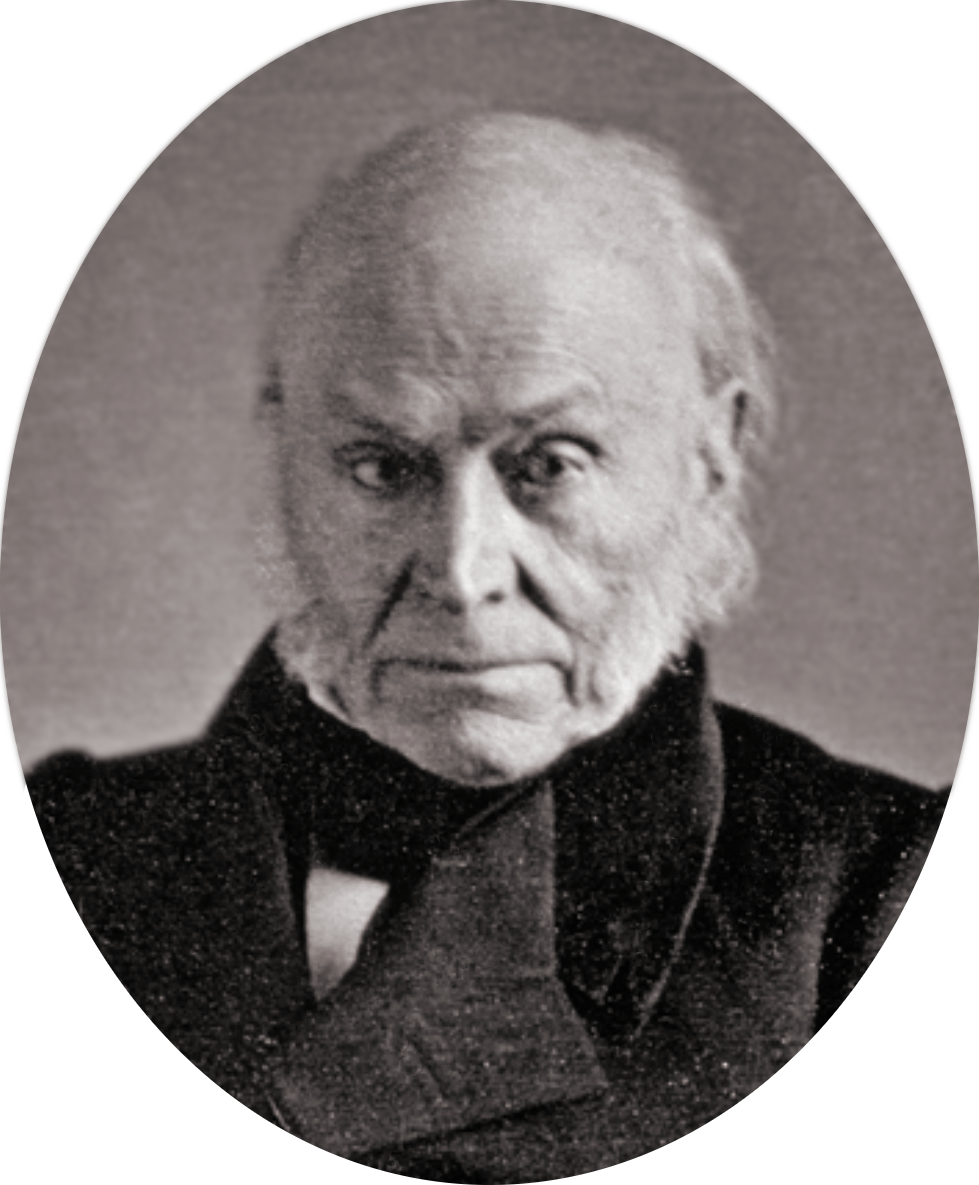
John Quincy Adams (1848)
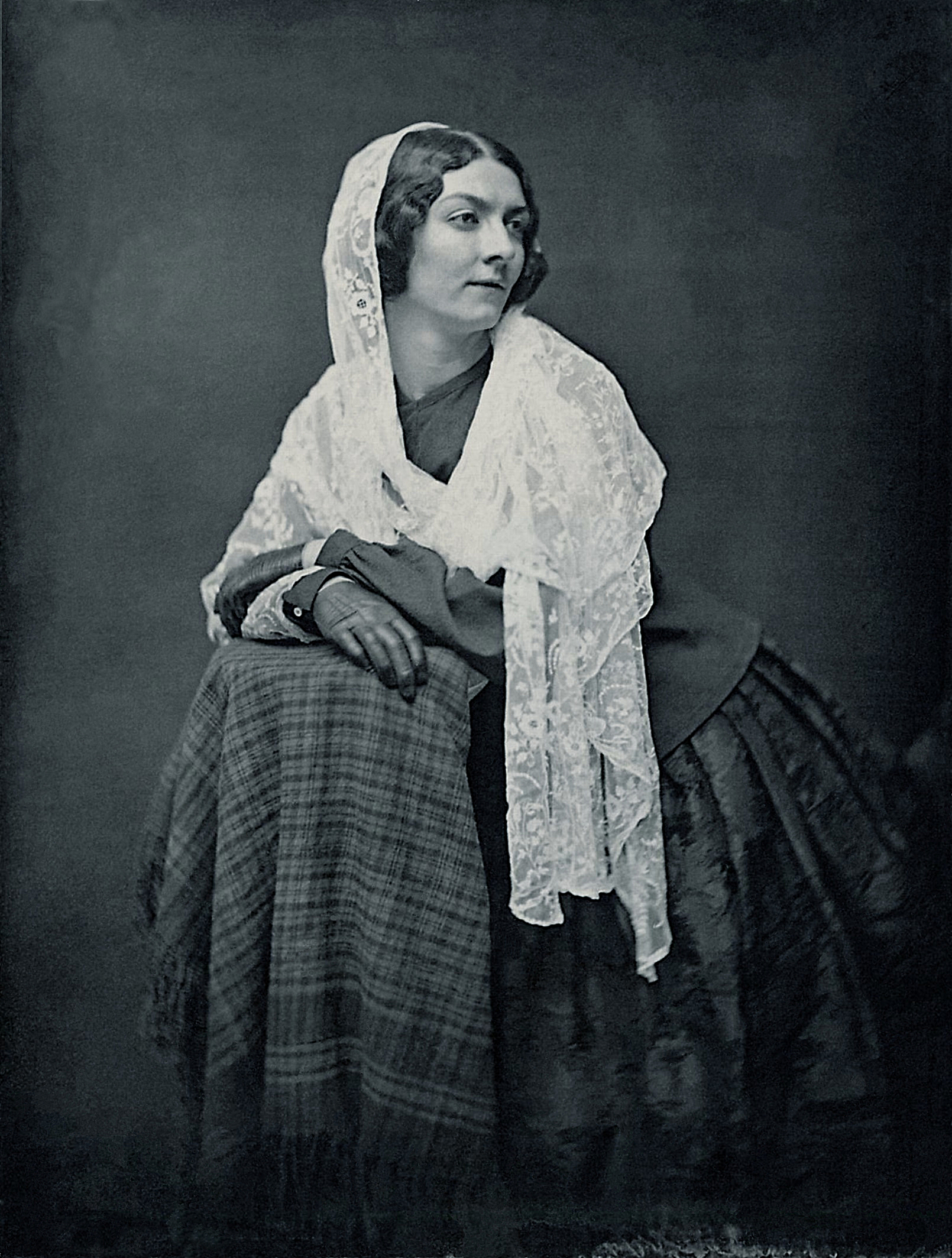
Lola Montez (1851)
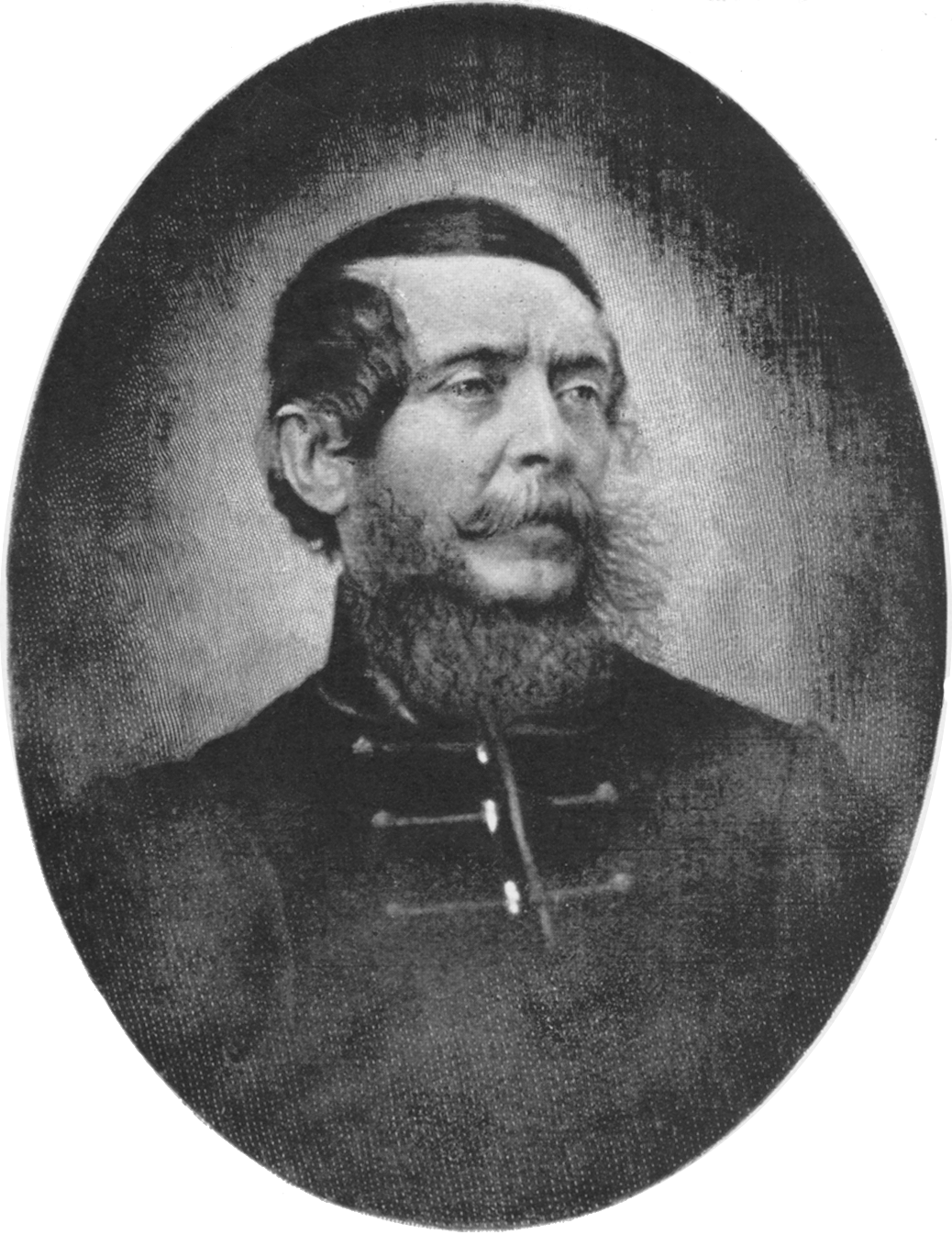
Lajos Kossuth (1851)